# C-Bone
Blackowned C-Bone (nacido en Atlanta, Georgia), es un rapero estadounidense miembro del grupo de hip-hop Konkrete. Ha colaborado en algunas canciones como "Gansta Shit", en el Stankonia de Outkast, y en "Kryptonite", el primer sencillo de Purple Ribbon All-Stars, del álbum Got Purp? Vol 2.

## Colaboraciones (en solitario)
- OutKast - "Gangsta Shit"
- Backbone - "O.K"
- Purple Ribbon All-Stars - "Kryptonite"

### Con Konkrete
- Dungeon Family - "Curtains (Of 2nd Generation)"
- Big Boi - "Tomb Of The Boom"
- Purple Ribbon All-Stars - "Beef"
- Purple Ribbon All-Stars - "Whatcha Wanna Do"
- Purple Ribbon All-Stars - "D-Boi Stance" feat Big Boi
- Purple Ribbon All-Stars - "Hard In The Paint"
- Purple Ribbon All-Stars - "Shit Ya Drawers"
- Purple Ribbon All-Stars - "Lovin' This"